# Kid Kapri
Kid Kapri (* 2002 in Bremen, Deutschland) ist ein deutscher Rapper.

## Biografie
Kapri  wuchs überwiegend im Bremer Stadtteil Horn-Lehe auf. 2021 begann Kapri gemeinsam mit dem Bremer Produzenten Florida Juicy, der ein Freund seines großen Bruders war, erste Lieder zu veröffentlichen. Bereits seine zweite Veröffentlichung Mosaik erlangte über die sozialen Medien größere Aufmerksamkeit und erreichte Platz 19 der deutschen Singlecharts. 2022 erschien Kapris erste EP 357, die 7 Lieder enthält. Sein Debütalbum „gestern ist für immer, morgen wird besser“ erschien am 26. Januar 2024.

## Musikstil
Seine Musik veröffentlicht Kapri mit dem Produzenten Florida Juicy. Zudem arbeitete er bereits mit The Cratez und Endzone zusammen. Meist besteht seine Musik aus eingängigen Melodien, die der Rap- oder Popmusik zugeteilt werden können. Hierbei behandelt Kapri Themen wie seinen persönlichen Alltag, Liebeskummer oder seine Freunde.

## Diskografie
Alben
- 2024: gestern ist für immer, morgen wird besser

EPs
- 2022: 357

Singles
- 2021: Crémant auf Eis (mit Florida Juicy)
- 2021: Mosaik (mit Florida Juicy)
- 2022: Tag eins
- 2022: Moonlight
- 2022: 357 (mit Sammy)
- 2022: Schon gut
- 2022: Flieder
- 2023: Kleine Blüte
- 2023: Zwei von dir
- 2023: Kärcher
- 2023: Schnell
- 2023: Maybe
- 2023: Morgen wird besser
- 2023: Herz für zwei
- 2023: Für immer (mit Florentina)
- 2025: Immerhin echt